# A Matter of Life and Death (album)

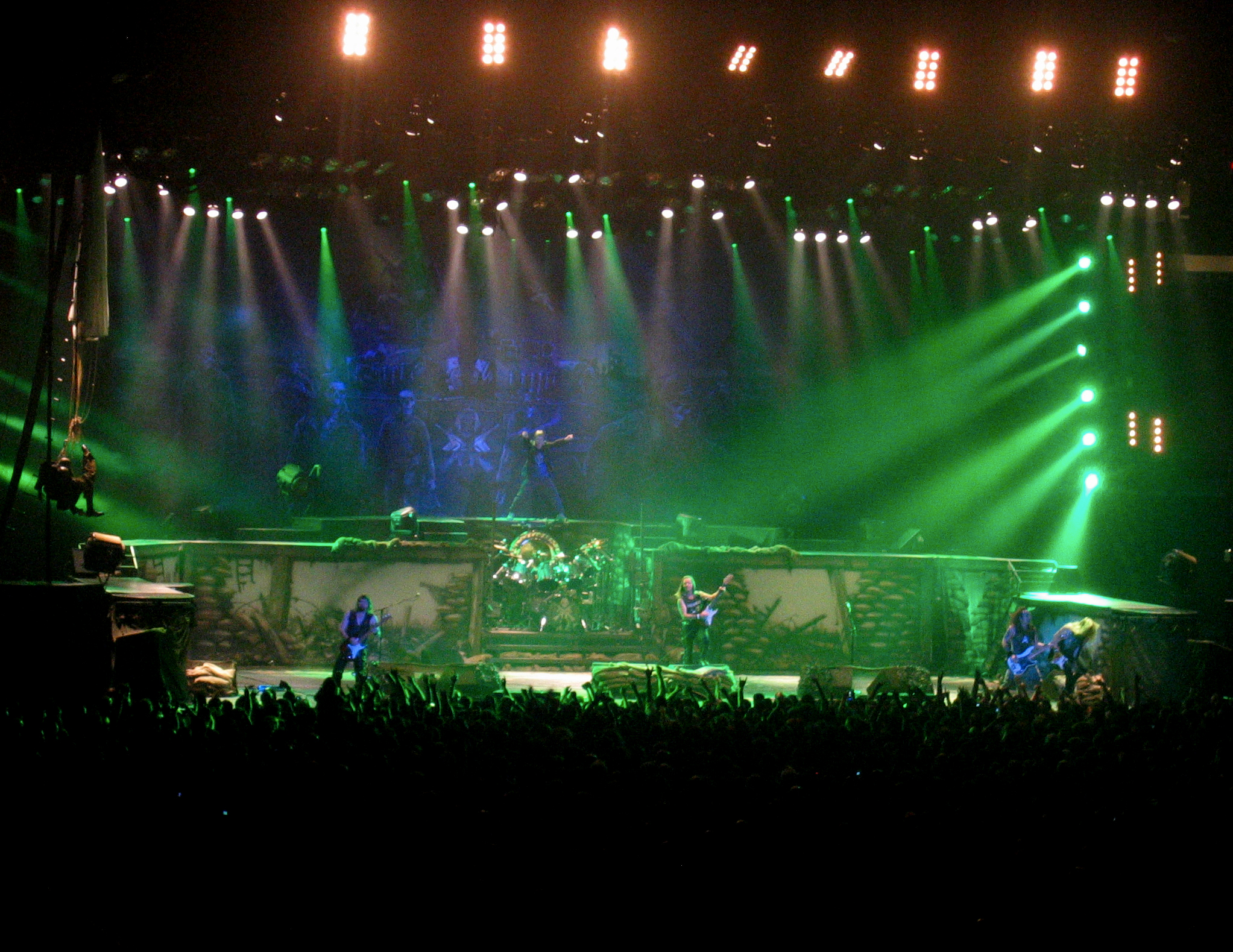
Optreden uit de tour bij A Matter of Life and Death

De naam van Iron Maidens 14e studioalbum is A Matter of Life and Death. Vooral het hoge gehalte bijdragen van gitarist Adrian Smith is opvallend. Op het album wordt stilistisch veel verwezen naar de albums uit de jaren tachtig (Zo doet het riffwerk in "The Reincarnation of Benjamin Breeg" denken aan de tijden van "Stranger in a Strange Land" en lijkt het couplet van "Lord of Light" van het '"Somewhere in Time"' album te komen). Het merendeel van de refreinen doet denken aan het materiaal van "Seventh Son of a Seventh Son" en de recente voorlopers Brave New World en Dance of Death.
Op het album kwamen de invloeden uit de jaren zestig / 70 progrock, waarmee de bandleden zijn opgegroeid, duidelijker naar voren. De gemiddelde lengte van de nummers lag ruim boven de 7 minuten en tekstueel werd het een donker album. Reacties van fans en media waren dan ook sterk wisselend. Kenmerkend is de goede geluidskwaliteit van het album, er is dit keer geen overmatige compressie gebruikt zoals op veel rock- en metalalbums tegenwoordig sprake is.
"The Reincarnation of Benjamin Breeg" verscheen als eerste single op 14 augustus. In Engeland drong deze single niet mee naar een plek in de Engelse hitlijsten. Regels beschrijven de maximale lengte van een single en de twee nummers op de single maakten dat deze niet aan die regels voldeed. Het nummer "Different World" die als tweede single verscheen op picture disc en cd, 31 december 2006 en op dvd en download 30 december 2006, kwam in de Britse hitlijsten op nummer 3, in Nederland werd het nummer uit de hitlijsten gehaald en alleen in de rockhitlijsten geplaatst.
Bij de tournee ter promotie van het album werd deze in zijn geheel gespeeld door de band, met gemengde reacties.

## Nummers
1. "Different World" (Muziek: Adrian Smith/Steve Harris, Tekst: Steve Harris) – 4:17
2. "These Colours Don't Run" (Muziek: Smith/Harris, Tekst: Bruce Dickinson) – 6:52
3. "Brighter than a Thousand Suns" (Muziek: Smith/Harris, Tekst: Harris/Dickinson) – 8:44
4. "The Pilgrim" (Muziek: Janick Gers/Harris, Tekst: Harris) – 5:07
5. "The Longest Day" (Muziek: Smith/Harris, Tekst: Dickinson) – 7:48
6. "Out of the Shadows" (Muziek: Dickinson/Harris, Tekst: Dickinson) – 5:36
7. "The Reincarnation of Benjamin Breeg" (Muziek: Dave Murray/Harris, Tekst: Harris) – 7:21
8. "For the Greater Good of God" (Muziek & Tekst: Harris) – 9:24
9. "Lord of Light" (Muziek: Smith/Harris, Tekst: Dickinson) – 7:23
10. "The Legacy" (Muziek: Gers/Harris, Tekst: Gers) – 9:20

## Singles
- The Reincarnation of Benjamin Breeg (14 augustus 2006)
- Different World (30 en 31 december 2006)

## Bandleden
- Bruce Dickinson - zang
- Steve Harris - basgitaar
- Dave Murray - gitaar
- Adrian Smith - gitaar
- Janick Gers - gitaar
- Nicko McBrain - drums